# 4. Sinfonie (Beethoven)
Ludwig van Beethovens 4. Sinfonie in B-Dur Op. 60 erfreute sich zu Lebzeiten des Komponisten großer Beliebtheit, wohingegen sie heute zu seinen vergleichsweise seltener gespielten Sinfonien gehört.

## Entstehung
Das Werk wurde im Herbst des Jahres 1806 vollendet, also in einer Phase, in der sich Beethoven wegen seiner Liebe zur Comtesse Josephine Brunsvik, verwitwete Gräfin Deym, in einem Hochgefühl befand, was sich besonders im markanten Thema 1 (1. Satz, Allegro) zeigt, das sich zu einer heiteren gefühlsmäßigen Ekstase fortspinnt. Ignaz von Seyfried charakterisierte den Tondichter zu dieser Zeit als „heiter, zu jedem Scherz aufgelegt, frohsinnig, munter, lebenslustig, witzig, nicht selten satirisch“. Dieses Glücksgefühl schlägt sich in seiner vierten Sinfonie nieder; das Orchesterwerk ist insgesamt von freundlichem, hellem und idyllischem Gestus. Dieser offenbart sich jedoch nicht von Anfang an, da die Adagio-Einleitung zum ersten Satz in düsterem b-Moll steht. Die später komponierte Schlachtensinfonie Wellingtons Sieg erinnert sehr an diese 4., da sie gerade im ersten Satz sehr ähnliche Marschthemen beinhaltet. Robert Schumann bezeichnete diese dem Grafen Franz von Oppersdorff gewidmete Sinfonie als die „romantischste“ aller Sinfonien Beethovens und charakterisierte sie außerdem als „eine griechisch schlanke Maid zwischen zwei Nordlandriesen“ (gemeint sind die 3. und 5. Sinfonie).
Die Uraufführung des Werks erfolgte im März des Jahres 1807 im Palais des Fürsten Lobkowitz in Wien unter der Leitung des Komponisten. Zur ersten öffentlichen Präsentation gelangte das Werk am 15. November desselben Jahres im Wiener Burgtheater.

## Orchesterbesetzung
1 Flöte, 2 Oboen, 2 Klarinetten, 2 Fagotte, 2 Hörner, 2 Trompeten, Pauken, I. Violine, II. Violine, Violen, Violoncelli, Kontrabässe

## Satzbezeichnungen
|  | Audiodatei-Informationen und Möglichkeit zum Herunterladen | 1. Satz: Adagio – Allegro vivace                                |
|  | Audiodatei-Informationen und Möglichkeit zum Herunterladen | 2. Satz: Adagio                                                 |
|  | Audiodatei-Informationen und Möglichkeit zum Herunterladen | 3. Satz: Menuetto – Trio: Allegro vivace – Un poco meno allegro |
|  | Audiodatei-Informationen und Möglichkeit zum Herunterladen | 4. Satz: Allegro ma non troppo                                  |